# درایکس
درایکس (به فرانسوی: Draix) یک کمون (فرانسه) در فرانسه است که در canton of La Javie واقع شده‌است. درایکس ۲۳٫۰۴ کیلومتر مربع مساحت دارد ۹۰۰ متر بالاتر از سطح دریا واقع شده‌است.